# Manuel María Borrero
Manuel María Borrero y González (Cuenca, 10 de maio de 1883 – Quito, 7 de junho de 1975) foi um político equatoriano. Ocupou o cargo de presidente interino de seu país entre 10 de agosto de 1938 e 1 de dezembro de 1938.